# Замок Ертофта (Швеція)
Ертофта ( швед. Örtofta slott ) — замок у приході Ертофта, на околиці однойменного поселення в муніципалітеті Еслев у лені Сконе, Швеція. Наприкінці XV століття було зведено перші цегляні будівлі, що стали основою старої частини сучасної споруди. За довгі сторіччя замок неодноразово перебудовувався.

## Історія

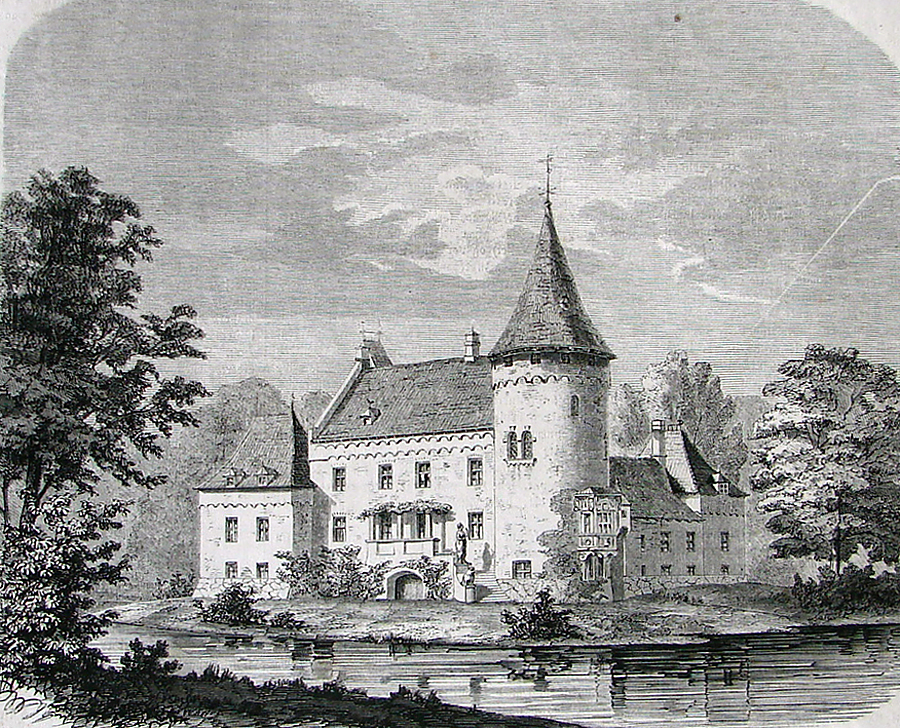
Малюнок замку Ертофта, зроблений 1860.

Садиба Ертофта вперше згадується у документах ще 1346 . У XIV столітті ці землі належали сім'ї Гас і шляхом шлюбного союзу перейшли у володіння члена данської державної ради Тенне Парсберга. У наступні роки маєток неодноразово змінював власників. Згодом серед власників були родини Лінденів, Білле, Брок, Браге та Люкке. До кінця XV століття тут з'явився мурований замок.
У 1632 землі Ертофта купив окружний суддя землі Сконе, Генрік Рамель з Беккаскуґа. До цього часу у замку Ертофта була унікальна юрисдикція з особливими привілеями, єдиними у своєму роді в Сконе.
Потім власником маєтку виявився Крістіан Барнекоу, власник замку Вітшьовле, віце-президент Апеляційного суду Геталанда. Родина Барнекоу володіла замком Ертофта до 1785, поки він не перейшов як придане у власність гофмаршала Карла Філіпа Сака. Новий власник провів реконструкцію замку та перетворив його на респектабельну резиденцію.
Після смерті вдови Сака маєток викупив у 1809 граф Юган Генрік Дюккер. Його онук, граф Генрік Дюккер, перебудував замок у 1857 — 1861. Він не залишив потомства і заповів Ертофту барону Якобу Беннету.
У XX ст. замок та навколишній парк стали власністю ветеринара Петера Меліндера, при цьому сільськогосподарські угіддя Ертофта досі залишаються у володінні родини Беннетів.

## Галерея

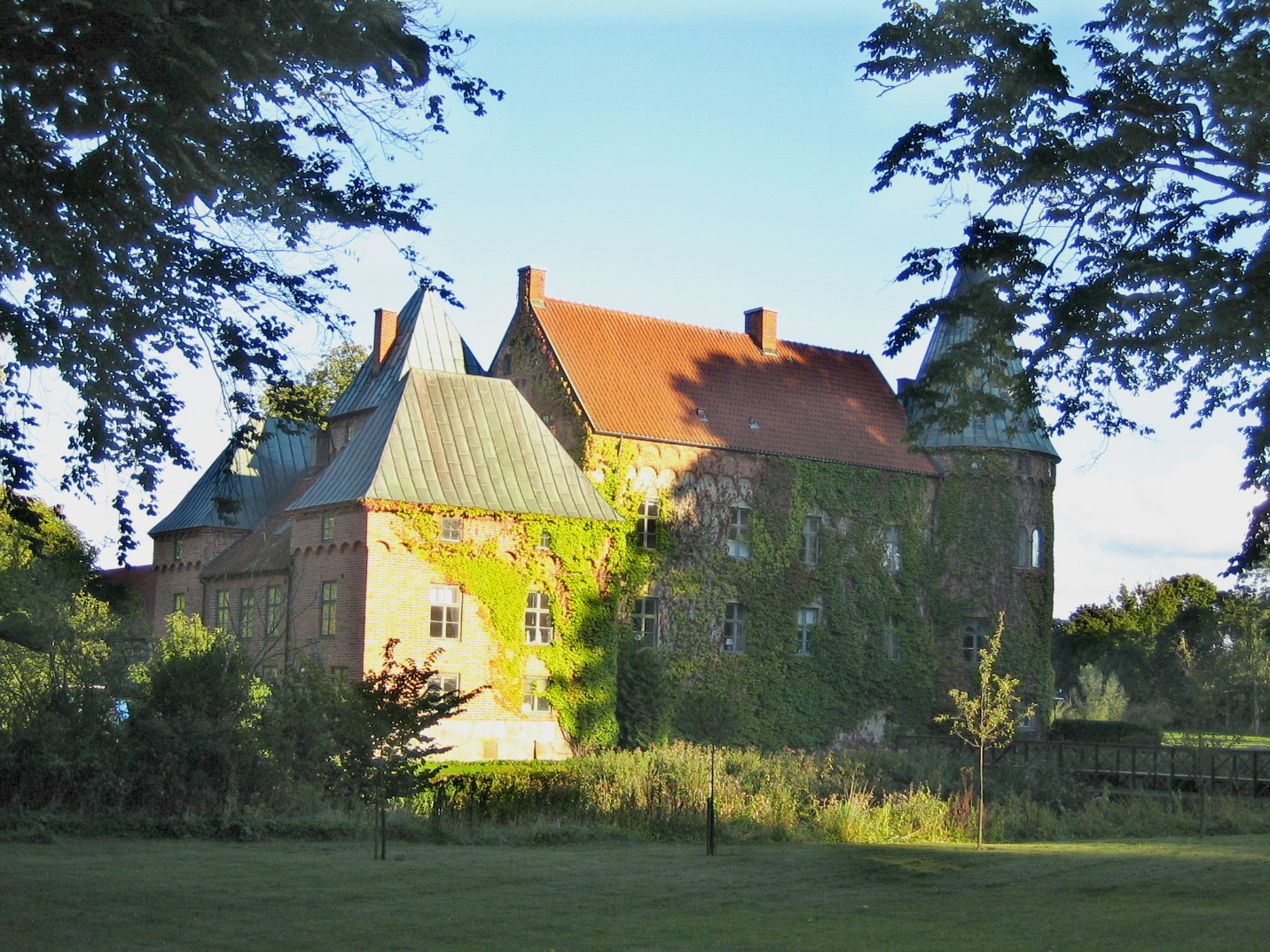
Вид замку у літні місяці
Замок на малюнку 1850 року